# Philip Morris gegen Uruguay
Philip Morris gegen Uruguay war ein Rechtsstreit des Tabakkonzerns Philip Morris International gegen die Republik Uruguay vor einem Schiedsgericht nach den Regeln des Internationalen Zentrums zur Beilegung von Investitionsstreitigkeiten (ICSID). Philip Morris forderte von Uruguay 25.000.000 US-Dollar als Ausgleich für Schaden, der durch die Verschärfung der uruguayischen Tabakgesetze entstanden sei. Im Juli 2016 gab das Schiedsgericht Uruguay recht und wies die Klage ab.

## Hintergrund
Uruguay hatte Philip Morris ursprünglich Steuern in Millionenhöhe ebenso erlassen wie die Einfuhrgebühren für Produktionsanlagen.
Im Jahr 2006 hat Uruguay unter der Präsidentschaft von Tabaré Vázquez, einem praktizierenden Onkologen, angesichts von 13 Tabaktoten pro Tag die Tabakgesetze verschärft. Unter anderem durfte jede Marke nur noch in einer Variante vertrieben werden – ein Nebeneinander von Varianten wie „Filter“, „Gold“ oder „Light“ waren damit nicht mehr zulässig. Zudem mussten statt bisher 50 % nun mindestens 80 % der Packungsfläche mit Warnhinweisen versehen sein. Gegen diese Bestimmungen klagte Philip Morris auf Basis des bilateralen Investitionsschutzabkommens zwischen der Schweiz und Uruguay vor einem ICSID-Schiedsgericht mit der Argumentation, Uruguay habe gegen den Schutz von Investitionen sowie von geistigem Eigentum verstoßen.
Seit Beginn der Einführung verschärfter Rauchergesetze 2005 ist die Rate an Rauchern in der Bevölkerung Uruguays von 40 % auf 23 % gesunken, von den Zwölf- bis Siebzehnjährigen rauchen nur noch 13 % statt wie zuvor ein Drittel (33 %) (Stand: 2014).

## Ablauf
Die Klage wurde am 19. Februar 2010 eingereicht. Die Klagesumme belief sich auf 25 Millionen US-Dollar. Zuvor war von 2 Milliarden Dollar die Rede gewesen – etwa einem Sechstel des Staatshaushalts von Uruguay.
Am 3. Juli 2013 erklärte das ICSID-Gericht sich für zuständig.
Während des Verfahrens schloss Philip Morris seine Fabrik in Uruguay und entließ 40 Arbeiter.
Im Juli 2016 entschied das Gericht, dass Uruguays Vorgehen rechtmäßig gewesen sei, und wies die Klage ab.

## Kritik
Es wurde angeführt, Philip Morris habe sich bewusst ein „kleines“ Land ausgesucht, das man in die Knie zwingen könne, um ein Exempel zu statuieren. Insbesondere Länder mit wachsendem Tabakkonsum wie Indonesien sollten dadurch von Maßnahmen zur Reduzierung des Tabakkonsums abgehalten werden. Das Verfahren wird häufig als Beispiel für die Exzesse des Investor-state dispute settlement angeführt.

## Weitere Klagen von Philip Morris
Philip Morris hat neben dem Verfahren gegen Uruguay auch ein Investitionsschiedsverfahren gegen Plain packaging-Gesetzgebung in Australien initiiert und drohte auch Großbritannien mit einer Klage, sollte dort ebenfalls Plain Packaging eingeführt werden. Die Schiedsklage gegen Australien wurde inzwischen wegen fehlender Zuständigkeit des Schiedsgerichts abgewiesen.